# Spädkremla
Spädkremla (Russula gracillima) är en svampart som beskrevs av Jul. Schäff. 1931. Spädkremla ingår i släktet kremlor och familjen kremlor och riskor.  Arten är reproducerande i Sverige. Inga underarter finns listade i Catalogue of Life.